# Tony Estanguet
Tony Estanguet (Pau, 6 de maio de 1978) é um canoísta francês.
Ele ganhou duas medalhas de ouro olímpicas, na modalidade C-1, em Sydney e Atenas, voltando a repetir o feito em Londres. Ele foi escolhido para ser o porta bandeira da França nos Jogos Olímpicos de Verão de 2008, em Pequim, na China.